# Resolució 182 del Consell de Seguretat de les Nacions Unides
La Resolució 182 del Consell de Seguretat de les Nacions Unides, aprovada per unanimitat el 4 de desembre de 1963, després que la República de Sud-àfrica es va negar a cooperar amb la resolució 181, el Consell va tornar a demanar a Sud-àfrica que respongués amb les resolucions anteriors i que tots els Estats compleixin la resolució 181. A continuació, el Consell va demanar al secretari general de les Nacions Unides establir un petit grup d'experts per examinar formes de resoldre la situació a Sud-àfrica i informar al Consell no més tard de l'1 de juny de 1964.